# コンピュータと社会
コンピュータと社会（コンピュータとしゃかい）とは、コンピュータの出現による社会への歴史的・経済的・社会学的影響などに関する視点である。

## コンピュータと情報社会
コンピュータは、情報の重要度が高い情報化社会と密接なかかわりがあるといわれる。具体的には、コンピュータの登場により、情報を多量・高速に処理できるようになり、その結果、従来、相互の関連性などが不明なため重要視されなかった情報などにも高い有用性があることが自覚され、その量を激増させる結果につながったといわれる（例えば、気温と商品の売り上げを関連させた商品売上げ予測など）。通信技術の進歩と情報処理技術の進歩の相互作用による革新に伴う成果は情報技術革命（IT革命）とよばれ、コンピュータと通信とは切り離せない重要な要素技術となっている。
情報化社会の進展にともなって新たな問題も生じているといわれている。具体的には、情報格差（デジタルデバイド）による機会不平等などの問題が生まれてきており、コンピュータ・リテラシー、メディア・リテラシーなどを含む情報リテラシーを普及する情報教育の拡充が求められているといわれる。

## コンピュータの誤動作
コンピュータは、原子力発電所の制御や新幹線の運行管理からエアコンの運転まで、社会の隅々にまで使われており、その誤動作は、小規模な障害にとどまらず、時として大きな社会問題を引き起こすこともある。コンピュータの誤動作には、ハードウェアに起因するものとソフトウェアに起因するものがあり、前者については、構成部品の細密化による電圧変化などへの脆弱性の増加があるものの、バックアップ処理などの対応策が取られてきているが、後者には、プログラムの複雑化やデータ量の急増などによるものがあり、こちらの影響が大きくなってきている。誤動作を起こす原因にはいくつかの種類がある。
- プログラムの単純な誤りによるもの

これはバグと呼ばれる。
- システムの段階で問題が生じるもの

個別のプログラムの段階では問題はないが、システム設計に問題があり、誤動作を起こすケース。→企業の合併に伴うシステム統合の場合など。
通常の処理には問題がないが、システムの限界を超えて使用しようとしたことで、誤動作を起こすケース。→銀行の勘定系で取引量の急増により、処理能力を超えてしまう場合など。
- あらかじめ、問題となることが分かっていても、稼動数が膨大で修正に手間がかかるため現実的に対応が困難になり、誤動作が起こる前の段階で社会問題化することもある。典型的な例として、2000年問題があった。
  - 日時の表現法に起因するバグ（英語版）
    - 2000年問題
    - 2001年9月9日問題
    - 昭和100年問題（2025年問題）
    - 2036年問題
    - 2038年問題

## コンピュータと安全性
- コンピュータセキュリティ

## コンピュータと市場経済
- デファクトスタンダード 事実上の標準、業界標準
  - 独占禁止法
- 標準化機関

## コンピュータユーザーの文化
- オープン化の文化
  - 自由ソフトウェア
  - オープンソース
- 特に優秀なソフトウェア作者の文化
  - ハッカー - ハッカー文化